# Иодат лития
Иодат лития — неорганическое соединение,
соль лития и иодноватой кислоты с формулой LiIO3,
бесцветные кристаллы,
растворяется в воде.

## Физические свойства
Иодат лития образует бесцветные гигроскопичные кристаллы
гексагональной сингонии, пространственная группа P 632, параметры ячейки a = 0,5469 нм, c = 0,5155 нм, Z = 2.
При 255°С происходит переход в фазу
тетрагональной сингонии,
параметры ячейки a = 0,973 нм, c = 0,615 нм .
При выращивании кристаллов из водных растворов при 75°С образуется кристаллы
моноклинной сингонии,
пространственная группа P 2/n,
параметры ячейки a = 0,9722 нм, b = 0,9725 нм, c = 0,61517 нм, β = 90,01°
.
Хорошо растворяется в воде.

## Применение
Иодат лития образует одноосные нелинейные оптические кристаллы с высокими коэффициентами нелинейных оптических  эффектов в широком диапазоне прозрачности. Используется в лазерных системах низкого и среднего уровня мощности.